# Suvereni viteški malteški red
Suvereni viteški jeruzalemski, rodoski i malteški hospitalni red svetog Ivana, poznatiji kao Suvereni viteški malteški red (tal. Sovrano Militare Ordine Ospedaliero di San Giovanni di Gerusalemme di Rodi e di Malta), katolički je viteški red sa sjedištem u Rimu, Italija. Suverenom viteškom malteškom redu priznat je međunarodnopravni subjektivitet te održava diplomatske odnose s preko stotinu država. Osim dviju zgrada u Rimu, kojima se jamči eksteritorijalnost (rezidencija Velikog meštra Palazzo Malta i Villa Malta), nema vlastito državno područje.
U praksi se često koriste kraći službeni nazivi Suvereni viteški malteški red ili samo Malteški red (tal. Ordine di Malta).
Malteški red danas se prije svega bavi medicinskom i socijalnom pomoći, te humanitarnim intervencijama. Do danas je Red razvio bolničku i humanitarnu aktivnost u više od 120 zemlja. Princ i veliki meštar Reda je Fra' Giacomo dalla Torre del Tempio di Sanguinetto.

## Zemljopis
Red posjeduje dvije eksteritorijalne zgrade u Rimu (koje su izvan jurisdikcije Republike Italije). Jedna, Palazzo di Malta u Via dei Condotti 68, blizu poznatog Španjolskog trga (Piazza di Spagna) u Rimu, u kojoj se nalazi veliki meštar (lat. magister, "učitelj") Reda s upravom, i druga, Villa Malta sull'Aventino,  podalje u Rimu, u kojoj se nalazi sjedište Rimskog priorata.

## Politika
Suvereni viteški malteški red ima diplomatske veze sa 108 zemalja i stalni je promatrač u UN-u, UNESCO-u, Svjetske zdravstvene organizacije (WHO), Organizacije za poljoprivredu i hranu (FAO), ima predstavnike u Vijeću Europe, te ambasadora u Europskoj uniji.

## Vojska
Za vanjsku obranu zadužena je Italija.

## Pravosuđe
Kanonsko pravo nema pravni autonomni autoritet nad određenim teritorijem.

## Promet
Izdaje vlastite poštanske marke, za službeni poštanski promet. Isto tako izdaje svoje registracijske pločice za automobile, iako nema nikakve prometne infrastrukture.

## Vanjske poveznice
- Službene stranice Malteškog Reda
- Diplomatska misija u RH[neaktivna poveznica]
- Palazzo Malta